# Victor Broom Coachbuilders
Victor Broom Coachbuilders (kurz: Victor Broom oder Broom) war ein britischer Karosseriehersteller, der  in der ersten Hälfte des 20. Jahrhunderts Aufbauten für Oberklassefahrzeuge entwarf und fertigte. Das Unternehmen war einer der kleineren Karosseriehersteller und existierte nur wenige Jahre.

## Unternehmensgeschichte

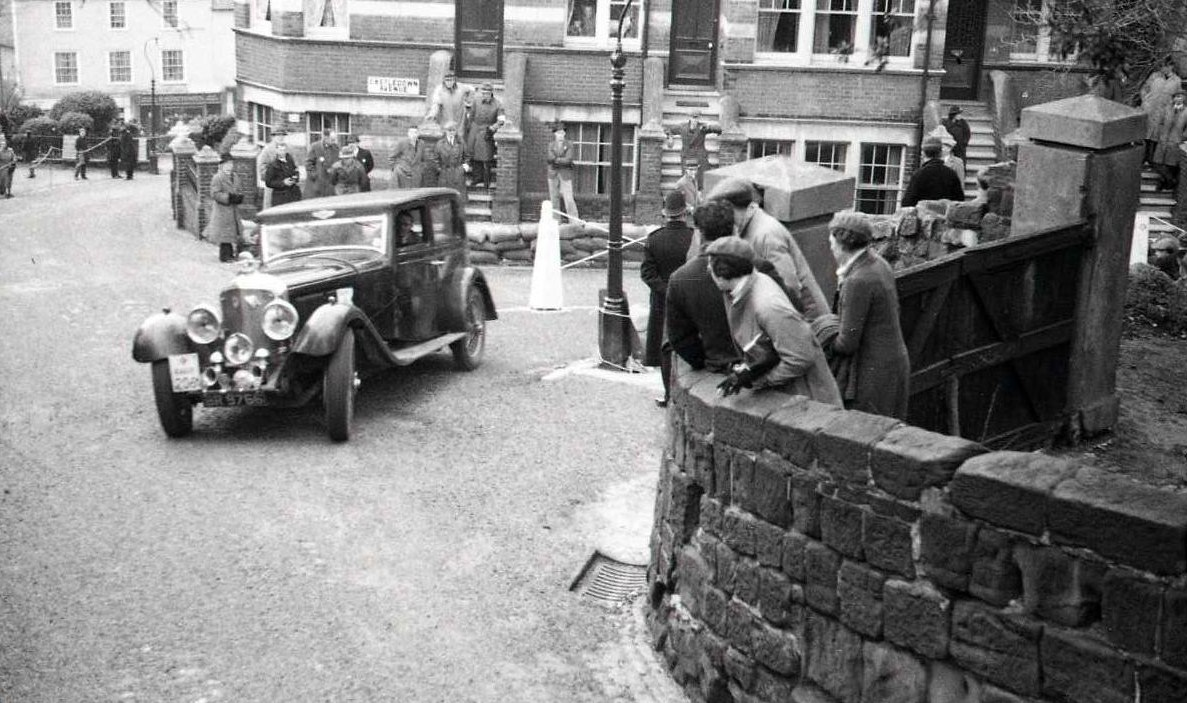
Bentley Speed Six mit Karosserie von Victor Broom (1929)

Victor Broom Coachbuilders war im Londoner Stadtteil Camden ansässig. Das Gründungsdatum des Unternehmens lässt sich nicht mehr klären; gesichert ist, dass es mindestens seit 1924 Automobilkarosserien fertigte. Von 1926 bis 1929 stellte Broom seine Kreationen regelmäßig auf der British International Motor Show im Olympia aus. Zielgruppe des Unternehmens waren Kunden aus der Londoner Oberschicht. Broom fertigte handwerklich außergewöhnlich hochwertige Karosserien vor allem für hochpreisige Chassis von Bentley, Delage, Hispano-Suiza, Invicta und Rolls-Royce. Bei Broom insgesamt 20 Karosserien für Bentley-Chassis: eines für einen 3 Litre, 13 für den 4 ½ Litre und sechs für den 6 ½ Litre.
Von Anfang an befand sich das Unternehmen in wirtschaftlichen Schwierigkeiten. 1928 wurde es als Victor Broom (1928) Ltd. neu strukturiert, konnte sich aber nur noch ein weiteres Jahr am Markt halten. 1929 stellte Broom den Betrieb ein.